# Paranacoleia lophophoralis
Paranacoleia lophophoralis is een vlinder van de familie van de grasmotten (Crambidae). De wetenschappelijke naam van deze soort is voor het eerst voorgesteld als Nacoleia lophophoralis door George Francis Hampson in een publicatie uit 1912.
De soort komt voor in Japan.